# Pierre Dupuy (écrivain)
Pour les articles homonymes, voir Pierre Dupuy et Dupuy.
Pierre Dupuy, dit « Petrus Puteanus », né à Agen dans la nuit du 14 au 15 novembre 1582 et mort le 14 décembre 1651 à Paris, est un bibliothécaire, érudit et juriste français.

## Biographie
Il était le fils de Claude Dupuy, conseiller au parlement de Paris et humaniste éminent, et de Claude Sanguin (fille de Barbe de Thou, sœur du premier président Christophe de Thou). Il eut pour précepteur Paul Reneaulme, médecin et botaniste de Blois, et le latiniste Théodore Marcile. Lui et ses frères étaient des proches du président Jacques-Auguste de Thou, cousin germain de leur mère. Avec son jeune frère Jacques, il suivit les cours d'Isaac Casaubon, bibliothécaire du roi Henri IV de 1604 à 1610. Ils étaient aussi dès 1600 en correspondance avec Joseph Juste Scaliger, ami de leur père, et la précieuse bibliothèque de celui-ci les faisait solliciter par les savants les plus éminents de l'époque. Pierre fut également lié d'une vive amitié avec Pierre de l'Estoile. 
Devenu avocat, il ne plaida qu'une fois, le 8 février 1607, pour son ancien précepteur Paul Reneaulme (en procès avec les pharmaciens de Blois), devant le premier président Achille de Harlay. En 1615, il fut chargé par Mathieu Molé, procureur général près le Parlement de Paris, de dresser l'inventaire du Trésor des chartes, en collaboration avec Théodore Godefroy. Ce trésor se trouvait alors dans deux pièces au-dessus de la sacristie de la Sainte-Chapelle. Le travail fut mené à bien entre 1615 et 1623, et le résultat, exemplaire, devint un catalogue usuel jusqu'au XIXe siècle. Il tira aussi de cette recherche son Histoire de la condamnation des Templiers, publiée après sa mort. C'est également à la fin de ce travail qu'il fut nommé conseiller d'État, le 31 janvier 1623, à l'initiative du chancelier de Sillery ; c'est le seul titre officiel qu'il ait porté.
À sa mort le 7 mai 1617, Jacques-Auguste de Thou institua Pierre et son frère Jacques tuteurs de ses enfants (qui étaient encore mineurs) et administrateurs de ses biens (notamment sa fameuse bibliothèque, la plus importante de France pour un particulier). Les frères Dupuy s'installent à l'hôtel de Thou, rue des Poitevins. Ils y animent ce qu'on appelle l' académie des frères Dupuy (appelée le cabinet des frères Dupuy à partir de 1635 pour éviter toute confusion avec l'Académie française ; le nom d' « académie putéane » utilisé par Jean-Louis Guez de Balzac est sans doute ironique) : on y défend notamment le système parlementaire et le gallicanisme ; on y est hostile aux jésuites et au parti ultramontain. Les frères reçoivent tous les jours sans exception, en général l'après-midi entre 14 et 19 heures, dans le salon du premier étage qui peut accueillir une vingtaine de personnes (il y a généralement entre cinq et douze personnes). La participation est informelle, il suffit d'être ami avec les Dupuy, comme François Guyet. Chacun vient s'il veut, arrive et repart quand il le souhaite. L'étiquette est réduite au minimum, et la liberté de ton totale. Les lettres des correspondants en province et à l'étranger sont lues à voix haute. Cette académie devint vite une institution parisienne, connue de toute l'Europe savante. 
En août-septembre 1618 il séjourna à La Haye alors que la Hollande était en proie à la guerre civile, et ensuite il accueillit les arminiens persécutés (notamment Hugo Grotius, arrêté en 1618, évadé en 1621 et réfugié à Paris). Il fut en relation avec plusieurs savants hollandais comme Daniel Heinsius, disciple comme lui de Joseph Juste Scaliger. En 1620, il fait publier à Genève l’Historia sui temporis de Jacques-Auguste de Thou, mise à l'index par Rome. La même année, il écrivit une Apologie pour le président de Thou, qui est une charge contre les jésuites et une définition du métier d'historien. En 1621, il fit paraître une partie du Journal de Pierre de l'Estoile, sur le règne d'Henri III, mais l'expurgea des passages les plus violents contre les jésuites et les mœurs de la cour.
À partir de 1624, comme conseiller d'État, il collabora en tant que juriste à la politique du cardinal de Richelieu. Il fut notamment chargé le 13 novembre de cette année d'une enquête sur les usurpations du duc Charles IV de Lorraine dans les Trois Évêchés. En 1632, il plaida contre le mariage de Gaston d'Orléans avec Marguerite de Lorraine, déclaré nul par le Parlement de Paris. À partir de 1633, il collabora étroitement avec Pierre Séguier, garde des sceaux, puis chancelier. Le 3 novembre 1638, il fut confirmé au Conseil d'État avec voix délibérative.
À la fin de l'année 1638, il fit imprimer à Rouen un recueil en trois volumes in-folio : Traités des droits et libertés de l'Église gallicane, avec les preuves, contenant près de neuf cents actes et titres. Cet ouvrage fit grand bruit et provoqua des remous : un arrêt du conseil daté du 20 décembre l'interdit à la vente, et peu après une assemblée de dix-neuf évêques réunie à Paris le condamna solennellement. Des recueils du même genre avaient pourtant déjà paru (le précédent en 1609 de Jacques Guillot, conseiller-clerc au Parlement), celui de Pierre Dupuy était seulement le plus ample. Il fut en fait réédité deux fois en 1651 (puis en 1731).
En juin 1645, les frères Dupuy quittèrent l'hôtel de Thou pour s'installer rue de la Harpe, dans une maison où était entreposée la Bibliothèque du roi, avec un logement annexe : leur ami Nicolas Rigault, qui avait été garde de cette bibliothèque de 1615 à 1635, et qui avait été nommé alors au Parlement de Metz nouvellement créé, leur avait abandonné les locaux et la fonction (pour 10 600 livres). Ils y transportèrent leur propre bibliothèque (et continuèrent d'y tenir leur « cabinet »). Ils s'employèrent d'autre part à dresser un nouveau catalogue de la Bibliothèque royale, en prenant pour base le dernier inventaire réalisé en 1622.
La vie de Pierre Dupuy fut racontée en latin après sa mort par son ami de jeunesse Nicolas Rigault (Viri eximii Petri Puteani Regi christianissimo a consiliis et bibliothecis vita, Paris, 1652).

## Publications
- Traités des droits et libertés de l'Église gallicane, avec les preuves, 1639.
- Histoire de l'ordre militaire des Templiers, 1654.
- Histoire générale du schisme qui a été dans l'Église depuis 1378 jusqu'à 1428, 1654.
- Traité de la majorité de nos rois et des régences du royaume, 1655.
- Histoire des plus illustres favoris anciens et modernes, 1654.
- Histoire du différend entre le pape Boniface VIII et le roi Philippe le Bel, 1655.
- Traité des régences et des majorités des rois de France, 1655.
- Recueil des droits du roi, 1658.
- Histoire de la condamnation des Templiers, celle du schisme des papes tenans le siege en Avignon..., 1713[7]
- Quelques procès criminels, 1654.

## Sources